# Nokia Lumia 530
Nokia Lumia 530 – smartfon z serii Lumia produkowany przez fińską firmę Nokia, zaprezentowany w lipcu 2014 roku jako następca modelu Lumia 525. Działa pod kontrolą systemu operacyjnego Windows Phone 8.1.

## Oprogramowanie
Nokia Lumia 530 pracuje pod kontrolą systemu Microsoft Windows Phone 8.1 z dodatkiem Lumia Cyan. Preinstalowane są programy takie jak: Kalkulator, Zegar, Kalendarz, Budzik, Przypomnienia, Spis telefonów, Zadania, Pokój rodzinny, Kącik dziecięcy, OneNote, Sieci społecznościowe w książce telefonicznej, Portfel, Adidas miCoach. Dodatkowo smartfon wyposażono w podstawowe oprogramowanie biurowe - Excel, Word, PowerPoint i Lync oraz nawigację HERE Maps oraz inne aplikacje wykorzystujące połączenie GPS i rozszerzoną rzeczywistość np. Nokia Miasto w Obiektywie. Dodatek "Lumia Cyan" umożliwia korzystanie z kilku autorskich rozwiązań Nokii - Camera, Storyteller czy Beamer. Ze względu na brak pamięci wyświetlacza nie jest możliwe i nie będzie możliwe korzystanie z Glance (podglądu na wyłączonym ekranie). Użytkownik może dodatkowo pobierać aplikacje i gry ze sklepu Windows Phone Store.

## Kolorystyka
| Dostępne kolory |
|                 |